# Paragapostemon coelestinus
Paragapostemon coelestinus är en biart som först beskrevs av John Obadiah Westwood 1875.  Paragapostemon coelestinus ingår i släktet Paragapostemon och familjen vägbin. Inga underarter finns listade i Catalogue of Life.